# Fursy
Fursy (ukrainisch Фурси, russisch Фурсы) ist ein Dorf in der ukrainischen Oblast Kiew mit etwa 3200 Einwohnern (2001).

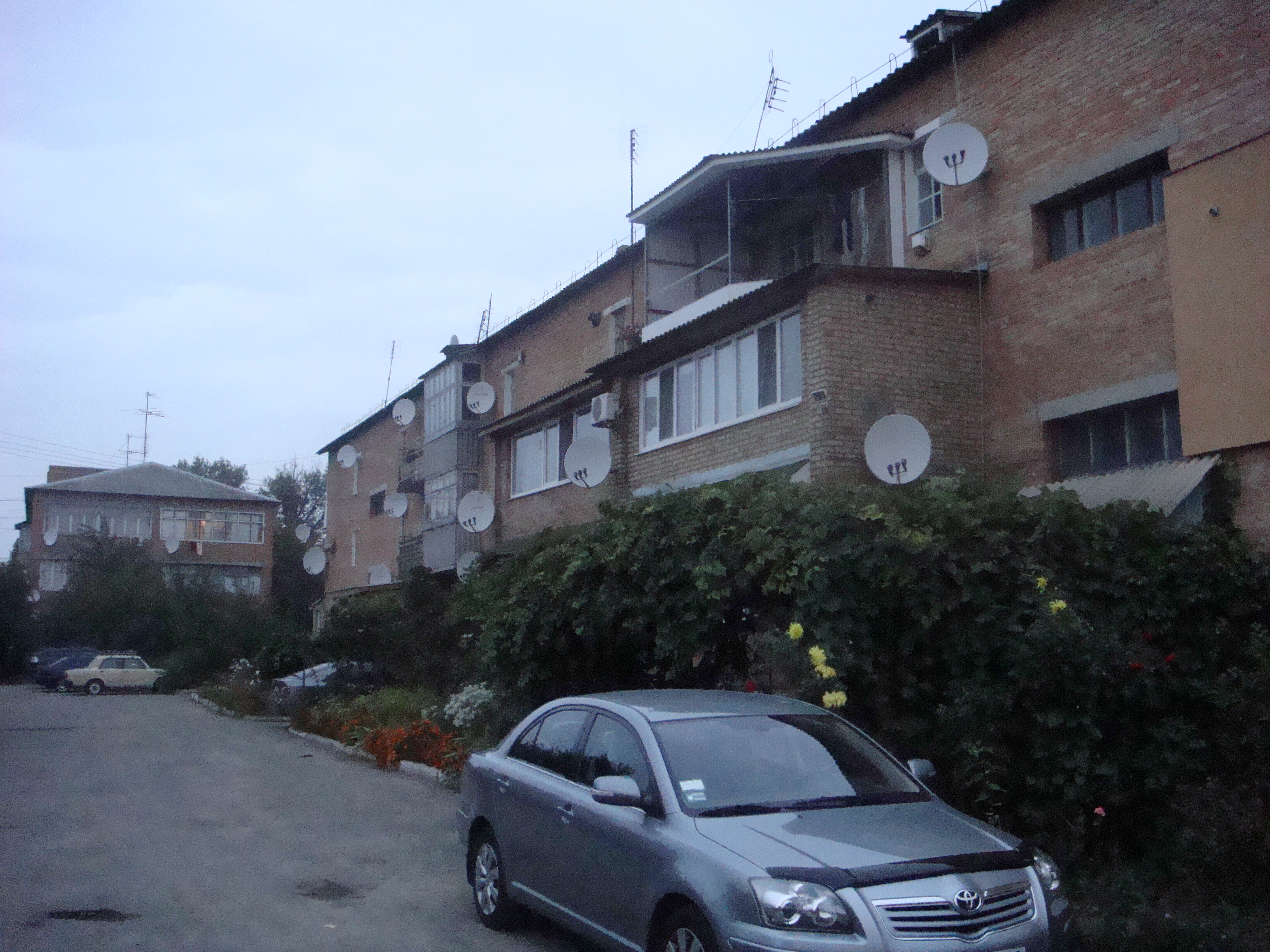
Gebäude im Ort

Das um das Jahr 1500 gegründete Dorf liegt am Ufer der 105 km langen Kamjanka (Кам'янка), kurz vor deren Mündung in den Ros. Das Dorf befindet sich 11 km westlich vom Rajonzentrum Bila Zerkwa und etwa 95 km südwestlich vom Stadtzentrum Kiews. Durch die Ortschaft verläuft die Regionalstraße P–32 und die Territorialstraße T–10–13.

## Verwaltungsgliederung
Am 2. August 2017 wurde das Dorf zum Zentrum der neugegründeten Landgemeinde Fursy (Фурсівська сільська громада/Fursiwska silska hromada). Zu dieser zählten auch die 5 in der untenstehenden Tabelle aufgelisteten Dörfer, bis dahin bildete es zusammen mit dem Dorf Tschmyriwka die gleichnamige Landratsgemeinde Fursy (Фурсівська сільська рада/Fursiwska silska rada) im Westen des Rajons Bila Zerkwa.
Am 12. Juni 2020 kamen noch die 5 weiteren Dörfer Andrijiwka, Jabluniwka, Mala Mychajliwka, Mala Skwyrka und Welykopolowezke zum Gemeindegebiet.
Folgende Orte sind neben dem Hauptort Fursy Teil der Gemeinde:
| Name                     | Name             | Name                                  |
| ukrainisch transkribiert | ukrainisch       | russisch                              |
| ------------------------ | ---------------- | ------------------------------------- |
| Andrijiwka               | Андріївка        | Андреевка (Andrejewka)                |
| Besuhljaky               | Безугляки        | Безугляки (Besugljaki)                |
| Jabluniwka               | Яблунівка        | Яблоновка (Jablonowka)                |
| Mala Mychajliwka         | Мала Михайлівка  | Малая Михайловка (Malaja Michailowka) |
| Mala Skwyrka             | Мала Сквирка     | Малая Сквирка (Malaj Skwirka)         |
| Matjuschi                | Матюші           | Матюши                                |
| Pyschtschyky             | Пищики           | Пищики (Pischtschiki)                 |
| Truschky                 | Трушки           | Трушки (Truschki)                     |
| Tschmyriwka              | Чмирівка         | Чмыревка (Tschmyrewka)                |
| Welykopolowezke          | Великополовецьке | Великополовецкое (Welikopolowezkoje)  |

## Persönlichkeiten
Im Dorf kam 1991 die Biathletin und frühere Skilangläuferin Jana Bondar zur Welt.